# Cristograma
Cristograma é um monograma, abreviação ou combinação de letras para o nome de Jesus Cristo, por exemplo IES ou IS (Iesous) como aparece nos manuscritos gnósticos em língua copta ou ICXC, IECOUS XRICTOC no cristianismo oriental.
O cristograma Chi Rho  é um símbolo muito usado antes do tempo do imperador Constantino e adquiriu grande popularidade depois que ele o adotou para o seu lábaro.

## Cristianismo oriental
No cristianismo oriental, o cristograma mais amplamente utilizado é uma abreviatura de quatro letras, ΙϹΧϹ  — uma abreviatura tradicional das palavras em grego para "Jesus Cristo" (isto é, as primeiras e últimas letras de cada uma das palavras ΙΗΣΟΥΣ ΧΡΙΣΤΟΣ — escrito "ΙΗϹΟΥϹ ΧΡΙϹΤΟϹ" com a sigma lunática "Ϲ" comum em grego medieval).

## Cristianismo ocidental
No cristianismo medieval falante do latim da Europa Ocidental (e, portanto, entre os católicos e muitos Protestantes de hoje), o cristograma mais comum tornou-se o "IHS" ou "IHC", denotando as três primeiras letras do nome em grego de Jesus, IHΣΟΥΣ, iota-eta-sigma, ou ΙΗΣ.
O IHS também se interpreta como a sigla em latim de Iesus Hominum Salvator, que significa "Jesus Salvador dos Homens".

IHS no brasão de armas do Papa Francisco
Cristograma IHS ou JHS do cristianismo ocidental
Monograma IHC de estilo medieval IHC